# Sharron Davies
Sharron Davies (Plymouth, 1º novembre 1962) è un'ex nuotatrice britannica.
Specializzata nei misti, ha vinto la medaglia d'argento nei 400m misti alle olimpiadi di Mosca 1980.

## Palmarès
- Olimpiadi
  - Mosca 1980: argento nei 400m misti.
- Europei
  - 1977 - Jönköping: bronzo nei 400m misti e nella staffetta 4x100m sl.
- Giochi del Commonwealth
  - 1978 - Edmonton: oro nei 200m e 400m misti (per l' Inghilterra)

## Donne trans nello sport
Davies ha detto che, avendo attraversato la pubertà maschile, le donne trans hanno un grande vantaggio biologico che le statistiche olimpiche mostrano essere ovunque tra il 10-20%.
Davies è stata promotrice della raccolta di oltre 60 firme di medagliati olimpici e mondiali in una lettera che è andata al CIO chiedendo loro fare ricerca scientifica prima di cambiare le regole e discriminare gli atleti di sesso femminile, che non hanno più sotto le nuove regole le stesse opportunità di successo nello sport come quelli biologicamente maschi. Le sue parole sono state sostenute da sportivi vincitori di medaglie olimpiche tra cui Daley Thompson, Tessa Sanderson, Paula Radcliffe, Martina Navratilova, Sally Gunnell, Nicola Adams, e Kelly Holmes. Tre associazioni sportive nazionali LGBT del Regno Unito hanno rilasciato una dichiarazione in cui si dice che i suoi commenti costituiscono una "profondamente irresponsabile transfobia".
In seguito al successo di Lia Thomas della NCAA nel 2022, in cui Thomas ha battuto alcune detentrici di medaglie olimpiche, Davies ha detto che intende intraprendere un'azione legale per bloccare le donne trans dalla competizione nel nuoto femminile.